# The Graveyard
The Graveyard sedmi je studijski album danskog heavy metal-sastava King Diamond, objavljen 1. listopada 1996. Prvi je album King Diamonda kojeg je objavila diskografska kuća Massacre Records i posljednji na kojem se pojavio bubnjar Darrin Anthony. The Graveyard jedan je od najuspješnijih albuma King Diamonda, koji završio je na 23. mjestu finske ljestvice i ostao dva tjedna na Top 40.
Album je remasterirao Andy LaRocque i ponovno objavio 2009.

## Radnja
U radnji albuma Kingov lik je zaposlenik pokvarenog, izopačenog i nemoralnog gradonačelnika – gradonačelnika McKenzieja. Jedne noći, Kingov lik slučajno uleti na svog šefa kako zlostavlja svoju kćer, Lucy. King ne šuti o tome, ali gradonačelnik svjedoči da je King lud i zatvara ga u sanatorij Black Hill. Nakon godina provedenih tamo, King vidi svoju priliku za bijeg i iskoristi je, davi medicinsku sestru koja dolazi u njegovu ćeliju da mu da lijekove i krade joj ključeve. Treutno psihički uništen, King bježi na lokalno groblje kako bi se sakrio od policije. King smišlja osvetu protiv gradonačelnika McKenzieja i počinje ubijati ljude koji noću prolaze kraj groblja. King je opsjednut urbanom legendom prema kojoj duše osoba koje umru na groblju, a izgube glavu, nastavljaju živjeti u  glavama. King otima Lucy McKenzie, gradonačelnikovu kćer, i pozove gradonačelnika na groblje da se njih dvoje zaigraju jednu igru. Naposljetku, gradonačelnik McKenzie ipak stiže nakon što ga je King zvao telefonom. Prije nego što je stigao, King pokapa Lucy koja je još uvijek živa u jedan od sedam praznih grobova na čijim nadgrobnim pločama piše "LUCY FOREVER".
Na kraju, King se otkriva gradonačelniku i "nudi mu igru". Gradonačelnik mora iskopati svoj kćer iz jednog od sedam grobova s povezom preko očiju. Postoji sedam humaka, a on će pogoditi tri puta ili će ih ubiti oba. Gradonačelnik je treći pogodak točan, ali King ga nokautira, odvlačeći ga do njegove grobnice i vezujući ga.
Dok gradonačelnik polako dolazi sebi, King otkopava Lucy i vadi je iz lijesa, dok gradonačelnika počinje mučiti. Na iznenađenje Kinga, Lucy povlači uže s razbijenim stakla s razbijenog prozora kapelice. Staklo odrubljuje Kingovu glavu. Urbana legenda kojom je King bio opsjednut pokazuje se istinitom, dok njegova živa glava poziva Lucy da ga ne napušta, dok odlazi s ocem. Lucy uzima glavu Kinga i stavlja je u svoj ruksak, tako da King može biti s njom zauvijek.

## Popis pjesama
Tekstovi: King Diamond, glazba: King Diamond, osim gdje je navedeno drugačije.
| 1.    | »The Graveyard«           |               | 1:22 |
| 2.    | »Black Hill Sanitarium«   | Andy LaRocque | 4:28 |
| 3.    | »Waiting«                 |               | 4:27 |
| 4.    | »Heads on the Wall«       | LaRocque      | 6:20 |
| 5.    | »Whispers«                | LaRocque      | 0:31 |
| 6.    | »I'm Not a Stranger«      |               | 4:04 |
| 7.    | »Digging Graves«          |               | 6:56 |
| 8.    | »Meet Me at Midnight«     | LaRocque      | 4:47 |
| 9.    | »Sleep Tight Little Baby« |               | 5:38 |
| 10.   | »Daddy«                   |               | 3:22 |
| 11.   | »Trick or Treat«          |               | 5:10 |
| 12.   | »Up from the Grave«       |               | 3:18 |
| 13.   | »I Am«                    |               | 5:51 |
| 14.   | »Lucy Forever«            | LaRocque      | 4:57 |
| 61:11 |                           |               |      |

## Zasluge
| King Diamond - King Diamond – vokal, klavijature, produkcija, miks - Andy La Rocque – gitara, klavijature (na pjesmi "Whispers"), produkcija, remastering (reizdanja) - Herb Simonsen – gitara - Chris Estes – bas-gitara, fotografije - Darrin Anthony – bubnjevi | Ostalo osoblje - Troy Scheer – inženjer zvuka (asistent) - Sterling Winfield – inženjer zvuka (asistent) - Howie Weinberg – mastering - Brian Ames – dizajn, ilustracije - Tim Kimsey – produkcija, inženjer zvuka, miks |